# جي هاي وون
جي هاي وون (بالكورية: 지혜원)‏ هي ممثلة كورية جنوبية. ولدت يوم 30 مارس 1998 في سول في كوريا الجنوبية.

## روابط خارجية
- جي هاي وون على موقع IMDb (الإنجليزية)